# グリーン・デスティニー
『グリーン・デスティニー』（原題: 臥虎蔵龍、英語題: Crouching Tiger, Hidden Dragon）は、2000年の中国・香港・台湾・アメリカ合衆国の合作による武俠映画。
王度廬の1942年の武俠小説『臥虎蔵龍』が原作である。

## 概要
江湖の名剣によってもたらされた恨みと憎しみを描き、中国武術の幅広さと深さを示す。中国の伝統的な建築と自然の風景を雄大な武術の動きと組み合わせて捉えた。
第37回金馬奨では最優秀作品賞、最優秀アクション設計賞ほか全6部門、第20回香港電影金像奨では最優秀作品賞・最優秀監督賞（アン・リー）・最優秀助演女優賞（チェン・ペイペイ）・最優秀アクション設計賞（ユエン・ウーピン）・音楽賞（タン・ドゥン）など8部門を受賞している。
第73回アカデミー賞では英語以外の言語による作品ながら作品賞ほか10部門で候補にあがり（監督、脚色、撮影、編集、美術、衣装デザイン、作曲、歌曲、外国語映画）、外国語映画賞など4部門を受賞した。
また本作の続編である『Crouching Tiger Hidden Dragon: ソード・オブ・デスティニー』が世界大手の動画配信サービスネットフリックスの
オリジナル作品として、2016年2月26日から世界同時配信された。

## 物語
剣の名手として武林にその名を知られた武当派のリー・ムーバイは、血で血を洗う江湖の争いに悩み、剣を捨てて引退することを決意する。そして、自身の名剣「碧名剣」(グリーン・デスティニー、原作では青冥剣)をティエ氏に寄贈するために、密かに恋心を抱いていた同門の弟子で、鏢局を営むユー・シューリンに託す。シューリンは碧名剣を無事に北京のティエ氏宅に届けるものの、その夜、剣は何者かに盗まれてしまう。

## キャスト
| 役名                           | 俳優               | 日本語吹替 | 日本語吹替   | 日本語吹替 |
| 役名                           | 俳優               | ソフト版   | テレビ朝日版 |            |
| ------------------------------ | ------------------ | ---------- | ------------ | ---------- |
| リー・ムーバイ（李慕白）       | チョウ・ユンファ   | 大塚明夫   | 菅生隆之     |            |
| ユー・シューリン（兪秀蓮）     | ミシェル・ヨー     | 塩田朋子   | 山像かおり   |            |
| イェン（玉嬌龍）               | チャン・ツィイー   | 弓場沙織   | 魏涼子       |            |
| ロー（羅小虎）                 | チャン・チェン     | 森川智之   | 桐本琢也     |            |
| 碧眼狐（ジェイド・フォックス） | チェン・ペイペイ   | 谷育子     | 小宮和枝     |            |
| ティエ氏                       | ラン・シャン       | 松岡文雄   | 山野史人     |            |
| ユィ長官                       | リー・ファーツォン | 塚田正昭   |              |            |
| ユー夫人                       | ハイ・イェン       | 宮寺智子   |              |            |
| ツァイ                         | ワン・ターモン     | 水野龍司   |              |            |
| メイ                           | リーリー           | 西村ちなみ |              |            |

- ソフト版：初出2001年06月22日発売VHS

その他声の出演：境賢一、乃村健次、花輪英司、北斗誓一、相生千恵子、天田益男、鳥畑洋人、遠藤純一、斉藤瑞樹、新野美知
演出：岩見純一、翻訳：税田春介、調整：菊池悟史、制作：ACクリエイト
- テレビ朝日版：初回放送2003年12月21日 テレビ朝日開局45周年特別企画『日曜洋画劇場』

その他声の出演：山野井仁、内田直哉、小島幸子、藤本譲、秋元千賀子、田原アルノ、塩屋浩三、古田信幸、石井隆夫、辻親八、谷昌樹、定岡小百合、遠藤純一、斉藤梨絵
演出：伊達康将、翻訳：徐賀世子、調整：高久孝雄、制作：東北新社

## スタッフ
- 監督・製作：アン・リー
- 脚本：ジェームズ・シェイマス
- 撮影：ピーター・パオ
- 音楽：タン・ドゥン
- 製作：ジェフ・ラウ
- 製作総指揮 ジェームズ・シェイマス
- アクション監督：ユエン・ウーピン

## 影響
武俠世界において武術の使い手たちが使う軽功の動きを、ワイヤーアクションの技術で表現し、絵巻物のような美しい映像と組み合わせたことで、香港映画界の培ってきたアクションの技術の素晴らしさを世界中に示した。この新しいタイプの武俠映画の影響は、以後中華圏で制作される武俠映画に色濃く反映されただけでなく、世界の映画でワイヤーアクションの技術が使われる端緒となった。